# Mary Meyersová
Mary Margret Meyersová (10. února 1946 Saint Paul, Minnesota – 21. března 2024), provdaná Bergerová a Rothsteinová, byla americká rychlobruslařka.
Prvního mezinárodního závodu se zúčastnila v roce 1966, roku 1967 startovala na Mistrovství světa, kde se umístila na 13. místě. O rok později skončila na světovém šampionátu na 21. příčce. Zúčastnila se též Zimních olympijských her 1968, odkud si přivezla stříbrnou medaili ze závodu na 500 m.
Zemřela 21. března 2024 ve věku 78 let.